# Delaval Astley
Delaval Graham L'Estrange Astley, född 7 december 1868 i Lamas, Norfolk, död 17 maj 1951 i Wroxham, Norfolk, var en brittisk militär. Det har påståtts att han vann medaljer vid vinter-OS 1924 för både det brittiska och svenska curlinglaget. Trots att han var med i Storbritanniens reservlag spelade han aldrig i OS för något av lagen och kan därför inte ha vunnit någon medalj.